# Ahuacatlán, Nayarit
Ahuacatlán är en kommunhuvudort i Mexiko.   Den ligger i kommunen Ahuacatlán och delstaten Nayarit, i den centrala delen av landet, 600 km väster om huvudstaden Mexico City. Ahuacatlán ligger 999 meter över havet och antalet invånare är 6 754.
Terrängen runt Ahuacatlán är kuperad åt sydost, men åt nordväst är den bergig. Ahuacatlán ligger nere i en dal som går i öst-västlig riktning. Runt Ahuacatlán är det ganska glesbefolkat, med 32 invånare per kvadratkilometer. Närmaste större samhälle är Ixtlán del Río, 11,8 km öster om Ahuacatlán. I omgivningarna runt Ahuacatlán växer huvudsakligen savannskog.